# Glossina fuscipes
Glossina fuscipes
Pour les articles homonymes, voir Mouche et Goma Tsé-Tsé.
Espèce
Glossina fuscipes est une espèce de mouche riveraine du genre Glossina, communément appelée mouche tsé-tsé. Généralement présente en Afrique subsaharienne, mais avec une petite aire de répartition en Arabie, G. fuscipes est un vecteur régional de la trypanosomiase africaine, communément appelée maladie du sommeil, qui provoque des taux importants de morbidité et de mortalité chez l'homme et le bétail. Par conséquent, cette espèce fait partie des espèces ciblées par les chercheurs et les autorités vétérinaires et de santé publique pour le contrôle des populations afin de contrôler la maladie,,,.

## Description physique
Glossina fuscipes est souvent brune ou gris-brun. Son corps présente généralement des taches claires et foncées variées, ce qui le camoufle efficacement sur des surfaces telles que l'écorce, la roche ou le sol. Au repos, G. fuscipes paraît mince car ses ailes sont repliées sur le dos, l'une sur l'autre. Ceci contraste avec les mouches domestiques et les mouches bleues dont les ailes se projettent vers l'extérieur en biais lorsqu'elles sont posées sur le dos. Après un repas de sang, l'abdomen de l'insecte apparaît large, arrondi et rouge.

### Mâles
L'examen ventral du mâle G. fuscipes révèle une structure arrondie, l'hypopyge, à l'extrémité postérieure de l'abdomen. Juste devant l'hypopyge se trouve une plaque portant des poils foncés appelés hectors. L'hypopyge et les hectors permettent de distinguer les mâles des femelles et de saisir l'extrémité de l'abdomen de la femelle pendant l'accouplement. Au début de la copulation, l'hypopyge se déplie pour découvrir les ptérygopodes supérieurs et inférieurs, ainsi que l'édéage.

### Femelles
L'extrémité de l'abdomen de la femelle est dépourvue de toute structure significative qui serait l'équivalent de l'hypopyge et des hectors du mâle ; cependant, les femelles présentent une vulve, qui peut présenter plusieurs petites plaques facilitant l'identification de l'espèce.

## Cycle de vie

### Stade de l'œuf
En quelques heures, les spermatozoïdes migrent du spermatophore vers la spermathèque, où ils restent actifs jusqu'à la fin de la vie de la femelle. Les œufs sont fécondés dès leur entrée dans l'utérus par les spermatozoïdes de la spermathèque qui entrent en contact avec la partie antérieure de l'œuf et la pénètrent. L'œuf fécondé reste dans l'utérus pendant environ quatre jours, le temps que le stade larvaire commence à se développer.
Une fois accouplée, la femelle peut produire des larves jusqu'à la fin de sa vie. À environ 25 °C, une mouche femelle produit des larves matures tous les 9 à 10 jours, sauf le premier, qui peut prendre jusqu'à 18 à 20 jours. Des températures plus basses entraînent un taux de reproduction plus faible, tandis que des températures plus élevées l'augmentent. Des températures trop élevées ou trop basses peuvent entraîner l'arrêt complet de la reproduction.

### Larve
La larve de G. fuscipes passe par trois stades larvaires au cours de sa croissance, jusqu'à ce qu'elle soit lâchée par une mouche femelle. La larve possède une bouche à l'extrémité antérieure et deux stigmates à l'extrémité postérieure. Fait inhabituel, la larve passe la majeure partie de son temps et se nourrit exclusivement dans le corps de sa mère. [citation nécessaire]
Outre la nourriture stockée dans l'œuf, l'approvisionnement alimentaire des trois stades larvaires provient de la glande mammaire de la mère. Les sécrétions laiteuses de cette glande sont expulsées par le canal glandulaire situé à l'extrémité supérieure de la larve. La larve aspire la sécrétion laiteuse et la transmet directement à l'intestin moyen, où elle est lentement digérée et assimilée. [citation nécessaire]
Pour son approvisionnement en air, la larve dépend de l'air entrant par la vulve de la femelle. L'air doit passer par les stigmates postérieurs, ou lobes polypneustiques, de la femelle pour atteindre la larve.

### Avortement
Si une larve n'atteint pas sa taille maximale, elle est expulsée prématurément de l'utérus. La larve avortée meurt. Les avortements peuvent être dus à un manque de nourriture chez la mouche mère, à une manipulation imprudente ou à une exposition à un insecticide. Les œufs peuvent également être sujets à l'avortement pour les mêmes raisons.

### Pupe
La pupe est brun foncé, plus courte que la larve qui l'a produite, arrondie et dotée de lobes polypneustiques à l'extrémité postérieure. Ces lobes ont une forme distinctive et permettent de distinguer la pupe de G. fuscipes de celle des autres mouches. La pupe possède également une enveloppe dure à l'extérieur, appelée puparium. [citation nécessaire]
Le stade nymphal dure environ quatre à cinq semaines selon la température. Des températures plus élevées raccourcissent la période nymphale. En revanche, des températures plus basses allongent la période nymphale jusqu'à plus de 50 jours sous certains climats. Cependant, les températures extrêmes peuvent entraîner la mort.

### Adulte
Lorsqu'elle est prête à émerger, la jeune mouche adulte étend son ptilinum pour faire éclater l'extrémité du puparium. Du trou frais et du sol environnant, l'adulte émerge grâce à son ptilinum, se débattant pour atteindre la surface du sol et l'air libre. À ce stade, son corps est très mou et ses ailes sont petites et froissées. Après quelques mictions, ses ailes se déploient pour atteindre leur taille normale. Entre l'émergence de la mouche et son premier repas, l'adulte est dit ténéral. Après le premier repas de sang, la mouche est dite non ténéral.

## Reproduction

### Accouplement
Lors de l'accouplement, les mâles se posent sur le dos de la femelle. Les agrafes situées à l'extrémité postérieure de l'abdomen du mâle se déploient pour agripper l'extrémité de l'abdomen de la femelle. Cette position d'accouplement peut être maintenue une heure ou deux avant la séparation. [citation nécessaire]
Les femelles s'accouplent généralement jeunes, soit avant, soit à peu près au même moment que leur premier repas de sang. Les femelles ne s'accouplent généralement qu'une seule fois dans leur vie, bien qu'il soit possible de s'accoupler plusieurs fois, tandis que les mâles ont tendance à s'accoupler plusieurs fois. Les mâles plus âgés ont plus de chances de réussir leur accouplement que les très jeunes mâles. [citation nécessaire]
Lors de l'accouplement, l'édéage est inséré dans la vulve et pénètre dans l'utérus jusqu'à la sortie de la spermathèque. Une importante boule de sperme y est déposée sous forme de spermatophore. À la fin de l'accouplement, le mâle relâche la femelle avant de s'envoler.

## Répartition et habitat
Glossina fuscipes est présent dans une vaste région d'Afrique centrale et orientale, s'étendant du Cameroun et du Gabon à l'ouest jusqu'au Kenya et à l'Éthiopie à l'est, et du Tchad et du Soudan au nord jusqu'à l'Angola, la République démocratique du Congo et la République-Unie de Tanzanie au sud. Une sous-population de G. fuscipes fuscipes existe à l'extrême sud de la péninsule arabique. G. fuscipes fuscipes et G. morsitans submorsitans sont les seules sous-espèces de Glossina à survivre hors d'Afrique, notamment dans le sud-ouest de l'Arabie saoudite. Ces espèces préfèrent les zones très humides, notamment les mangroves, les forêts tropicales, les rives des lacs et les forêts-galeries le long des rivières.

### Glossina fuscipes fuscipes
Glossina fuscipes fuscipes occupe la plus grande partie septentrionale de l'aire de répartition de Glossina fuscipes, qui comprend 13 pays d'Afrique centrale et d'Afrique de l'Est (à savoir le Cameroun, la République centrafricaine, le Tchad, le Congo, la République démocratique du Congo, l'Éthiopie, le Gabon, le Kenya, le Soudan du Sud, le Soudan, l'Ouganda, la République-Unie de Tanzanie et la Zambie),,. Dans la littérature scientifique évaluée par les pairs pour la période 1990-2020, Glossina fuscipes fuscipes a été signalée dans 11 de ces pays, à savoir le Cameroun, la République centrafricaine, le Tchad, le Congo, l'Éthiopie, le Gabon, le Kenya, le Soudan du Sud, le Soudan, l'Ouganda et la République-Unie de Tanzanie. L'absence de données en République démocratique du Congo et en Zambie sur la période 1990-2020 est due à l'absence d'études publiées dans les zones historiquement infestées.

### Glossina fuscipes martinii
Glossina fuscipes martinii occupe la partie relativement petite du sud-est de l'aire de répartition de Glossina fuscipes, qui comprenait historiquement cinq pays d'Afrique centrale et d'Afrique de l'Est (à savoir le Burundi, la République démocratique du Congo, le Rwanda, la République-Unie de Tanzanie et la Zambie). Bien que la principale zone d'occurrence de Glossina fuscipes martinii soit connue comme étant le sud-est de la République démocratique du Congo, dans la littérature scientifique évaluée par des pairs pour la période 1990-2020, la sous-espèce n'a été signalée qu'en République-Unie de Tanzanie,,. La lacune en République démocratique du Congo est due à l'absence d'études publiées dans les zones historiquement infestées entre 1990 et 2020 ; la même raison pourrait également expliquer les lacunes plus faibles dans les régions voisines du Burundi, du Rwanda et de la Zambie.

### Glossina fuscipes quanzensis
Glossina fuscipes quanzensis occupe la partie sud-ouest de l'aire de répartition de Glossina fuscipes, qui comprend trois pays d'Afrique centrale (l'Angola, la République démocratique du Congo et le Congo),. Dans la littérature scientifique évaluée par les pairs pour la période 1990-2020, toutes les mentions publiées concernant Glossina fuscipes quanzensis, sauf une, provenaient de la République démocratique du Congo, et une du Congo. La lacune en Angola est due à l'absence d'études publiées dans les zones historiquement infestées au cours de la période 1990-2020.[2]

## Évolution et taxonomie
Le genre Glossina est considéré comme un genre isolé et est généralement classé dans sa propre famille, les Glossinidae. Le genre est subdivisé en trois sous-genres : morsitans, fusca et palpalis, ce dernier étant le sous-genre auquel appartient G. fuscipes. L'espèce est elle-même subdivisée en sous-espèces :
1. Glossina fuscipes martinii[1],[2].
2. Glossina fuscipes fuscipes[1],[2].
3. Glossina fuscipes quanzensis[1],[2].

## Ressources alimentaires
G. fuscipes se nourrit de sang de vertébrés et est traditionnellement décrit comme strictement hématophage. Les sucres glucidiques ne sont pas un besoin métabolique pour cette espèce, car elle utilise un système de navette proline-alanine pour la distribution de l'énergie. Les triglycérides sont plutôt utilisés pour le stockage dans la graisse corporelle et les sécrétions lactées des mouches. Cependant, des chercheurs ont mené des expériences en laboratoire et une étude de terrain qui montrent que G. fuscipes est capable de se nourrir d'eau sucrée en laboratoire, et que les mouches sauvages contiennent des résidus de sucre. Bien qu'une alimentation continue avec de fortes concentrations de sucre semble toxique, l'administration occasionnelle ou à faible concentration de sucre n'a pas eu d'effet sur la mortalité et la fécondité,.

## Prédateurs
Les adultes et les nymphes de G. fuscipes constituent une source de nourriture pour divers prédateurs, notamment les vertébrés et les arthropodes. Cependant, aucune espèce insectivore connue ne se nourrit exclusivement de G. fuscipes ou de mouches tsé-tsé en général. Ainsi, la diminution du nombre d'oiseaux insectivores lors des campagnes générales de lutte contre la mouche tsé-tsé pourrait être attribuée à l'élimination simultanée d'autres espèces d'insectes liée aux insecticides plutôt qu'à la diminution des populations de mouches tsé-tsé elles-mêmes.

## Trypanosomiase
Certaines espèces de trypanosomes, transmises par G. fuscipes et d'autres espèces de mouches tsé-tsé, sont à l'origine de la trypanosomiase, une maladie infectieuse. Chez l'homme, la trypanosomiase à G. fuscipes est également appelée maladie du sommeil. Chez les animaux, la maladie est appelée nagana ou surra selon l'espèce animale infectée et l'espèce de trypanosome impliquée. Le terme nagana désigne généralement la maladie spécifiquement chez les bovins et les chevaux ; cependant, il est couramment utilisé pour décrire tout type de trypanosomiase animale.

### Vecteurs et hôtes de la maladie
Glossina fuscipes, comme d'autres mouches tsé-tsé, est un important vecteur biologique de parasites protozoaires appartenant au genre Trypanosoma, connu pour causer les maladies homonymes chez diverses espèces de vertébrés, notamment les humains, les antilopes, les bovins, les chameaux, les chevaux, les moutons, les chèvres et les porcs. Les parasites sont transmis à l'homme par les piqûres de G. fuscipes, infectés par d'autres humains ou animaux porteurs de parasites pathogènes pour l'homme.
Le tableau ci-dessous résume ces informations pour l'espèce G. fuscipes ; toutefois, les maladies énumérées ci-dessous peuvent être transmises par d'autres espèces de mouches tsé-tsé, en plus de G. fuscipes.
| Disease                        | Species affected                                                                  | Trypanosoma agents    | Distribution   |
| ------------------------------ | --------------------------------------------------------------------------------- | --------------------- | -------------- |
| Sleeping sickness — acute form | humans                                                                            | T. brucei rhodesiense | Eastern Africa |
| Nagana — acute form            | antelope cattle camels horses                                                     | T. brucei brucei      | Africa         |
| Nagana — acute form            | domestic pigs cattle camels horses                                                | T. simiae             | Africa         |
| Surra — chronic form           | domestic pigs warthog —(Phacochoerus aethiopicus) forest hogs —(Hylochoerus spp.) | T. suis               | Africa         |

### Contrôle des populations
L'endiguement de la maladie du sommeil et du nagana serait très bénéfique pour les communautés rurales d'Afrique subsaharienne, car il permettrait de réduire la pauvreté et d'améliorer la sécurité alimentaire. C'est pourquoi des efforts sont déployés pour endiguer les populations locales de G. fuscipes, notamment par des campagnes de lutte contre les pesticides et le piégeage,,.

## Mutualisme

### Microbiome
Les mouches G. fuscipes dépendent du genre bactérien symbiote obligatoire Wigglesworthia pour compléter leur alimentation en nutriments essentiels à la fécondité. Le système immunitaire adulte dépend également de Wigglesworthia pour son activation et son développement. Un symbiote secondaire et facultatif est le genre Sodalis, présent dans les populations de glossines et considéré comme jouant un rôle dans la transmission des trypanosomes. Enfin, le troisième symbiote est le genre Wolbachia, transmis de génération en génération par voie transovarienne. Pour améliorer la transmission et la survie, Wolbachia a développé des mécanismes permettant de modifier la reproduction de l'hôte.
En utilisant des méthodes à la fois dépendantes de la culture et indépendantes, il a été démontré que les populations kenyanes de la sous-espèce G. fuscipes fuscipes hébergent une diversité bactérienne. Parmi les mouches testées, des bactéries ont été isolées chez 72 % de l'échantillon, et 23 espèces bactériennes ont été identifiées. Parmi celles-ci, l'embranchement Bacillota comprenait 16 espèces, dont sept appartiennent au genre Bacillus,.